# Lockheed F-104 Starfighter
F-104 Starfighter je američki jednomotorni nadzvučni presretač koji se kasnije koristio i kao lovac-bombarder. Osim SAD-a i saveznika, nekoliko zrakoplova je do 1994. koristila i NASA za testiranja.

## Razvoj

### XF-104
1951. Lockheedov glavni dizajner Clarence "Kelly" Johnson je otputovao u Južnu Koreju kako bi ispitao američke pilote kakav zrakoplov bi po njima bio odgovarajući za njihove potrebe. Većina je tražila jednostavan lagan zrakoplov nove generacije, koji bi mogao postići velike brzine te imati odličnu okretnost prilikom manevara na velikim visinama. Do kraja listopada 1952. razvijen je velik broj dizaja koji su se svodili na zajednički model oznake "L-246". Imao je strjelasti trup, kratka trapezoidna krila, T rep te novi turbomlazni motor General Electric (GE) J79. Model L-246 je bio predložen USAF-u upravo kada je bio u potrazi za novim zrakoplovima te je uskoro raspisan natječaj na koji su se prijavili, osim Lockheeda i: Northrop, North American i Republic. U završnom krugu natječaja u siječnju 1953. pobijedio je Lockheed sa svojim dizajnom te je dobio ugovor prema kojem je trebao izraditi statičku maketu te dva letna prototipa. Zrakoplov je dobio tvorničku oznaku Model 83, te USAF-ovu oznaku 'XF-104'.
Tony Levier je trebao biti prvi pokusni pilot. Zrakoplov je sam opisao kao "egzotičan" i impresivan, no pošto je ovo bio potpuno novi dizajn nije znao kakve će karakteristike pokazati i kako će se ponašati prilikom leta. Prvi XF-104 je napravljen u Lockheedovoj tvornici Burbank 23. veljače 1954. te je sljedeće noći potajno odvezen u zračnu bazu Edwards.
XF-104 je bio strjelastog oblika s glatkim linijama, što je bila revolucija u odnosu na tadašnje zrakoplove. Prilikom izgradnje se najviše koristio aluminij te titanij oko ispuha motora; imao je iglasti nos te mjehurasti poklopac kokpita koji se otvarao prema lijevo. Krila su bila trapezoidnog oblika a repne površine su bile T oblika. Osim neobičnih krila, XF-104 je imao i potpuno novo sjedalo za katapultiranje koje pilota nije izbacivalo iznad zrakoplova (kao kod većine) jer je postojala opasnost da će udariti u repne površine, nego ispod zrakoplova. Zbog tog novog sustava, minimalna visina s koje se pilot mogao izbaciti je bila 152 metra. Iskustvo je kasnije pokazalo da ovaj način katapultiranja i nije tako dobar. Budući da u vrijeme testiranja GE J79 motor nije bio dostupan, prvi XF-104 je imao privremeno ugrađeni Wright J65-B-3 motor bez naknadnog sagorijevanja, a od srpnja 1954. mogao se unaprijediti na Wright J65-W-7 inačicu s naknadnim izgaranjem. J65 je zapravo bila izmijenjena inačica Britanskog Armstrong-Siddeley Sapphire turbo mlaznog motora. 
J65-W-7 je stvarao 34,6 kN potiska (bez dodatnog sagorijevanja), a zrak je usisavao kroz dva bočna usisnika koja su bila malo odmaknuta od trupa kako ne bi usisali turbulentni zrak.
Testni pilot Levier je počeo s testiranjima na pisti 27. veljače 1954. a prvi pravi let se odvio 4. ožujka 1954. no kako se podvozje zbog tehničkog kvara nije mogao uvući, let je trajao samo nekoliko minuta.; sljedeći let je obavljen krajem mjeseca. Kako na početku nije imao motor s naknadnim izgaranjem XF-104A je mogao preći zvučnu barijeru tek u blago ponirućem letu, no ugradnjom J65-W-7 motora je mogao dostići brzinu od čak mach 1,6. Drugi XF-104 prototip je poletio 5. listopada 1954., bio je opremljen s J65-W-7 motorom te je najviše korišten za ispitivanje naoružanja. Iako je izvorno bilo zamišljeno da bude opremljen s 30 mm topom, kasnije je odlučeno da se ugradi novi brzi 20 mm M61 Vulcan top te AN/ASG-14T-1 sustav upravljanja vatrom.
17. prosinca 1954. prilikom testiranja topa na velikoj visini, testni pilot LeVier je pokušao ispaliti rafal no uskoro je došlo do eksplozije te se poremetio rad motora. Levier je ugasio motor, te sigurno prizemljio zrakoplov polako se spuštajući gotovo 80 kilometara. Kasnije je istragom utvrđeno da je prilikom pucanja eksplodirao jedan metak te oštetio dio topa koji se odlomio i uletio u stražnji dio zrakoplova.
Zrakoplov je s vremenom popravljen te se ponovno vratio na testiranja, no 14. travnja se dogodila nova nesreća. Prilikom testnog pucanja topom zbog prevelikih vibracija, s dna zrakoplova je otpao poklopac koji je bio dio mehanizma za katapultiranje što je izazvalo naglu dekompresiju te se odijelo pod pritiskom testnog pilota Hermana R. "Fish" Salmona toliko napuhalo da gotovo ništa nije vidio oko sebe. Na kraju se uspješno katapultirao a zrakoplov je pao na tlo te bio potpuno uništen.
I prvi XF-104 će kasnije biti izgubljen u nesreći. 11. srpnja 1957. testni pilot William M. "Bill" Park se katapultirao nakon što je otpao cijeli repni dio zrakoplova.

## Inačice

### YF-104A
Gubitak XF-104 prototipova nije usporio razvoj, te je USAF 30. ožujka 1955. Lockheedu dao ugovor za izradu 17 YF-104 predprodukcijskih zrakoplova koji bi se koristili za procjene. Do kraja godine, GE je isporučio YJ79-GE-3 motore za testiranja te je prvi YF-104A poletio 17. veljače 1956. s pilotom Hermanom Salamonom; već 28. veljače prvi YF-104 je probio zvučnu barijeru. Bio je 1,68 metara duži od XF-104 što mu je omogućilo smještaj J79 motora te veći unutarnji kapacitet goriva. Osim produženja, na usisnike su nadodani "prepolovljeni" fiksni konusi koji su služili kao zračni "amortizeri" te su bili tajna tijekom dizajniranja. Zrakoplovi su se prvotno koristili za testiranje naoružanja (GE M61 Vulcan topa te AIM-9 Sidewinder raketa) te dodatnih spremnika goriva koji su se spajali na vrhove krila, a imali su zapreminu od 644 litre svaki. Testni YJ79-GE-3 motori za YF su na testiranjima razvili 65,9 kN potiska s naknadnim izgaranjem. Nova elektronika je uključivala TACAN navigacijski sustav, radio te infracrveni ciljnik.

### F-104A
F-104A je ušao u službu USAF-a u veljači 1958. Izgledom je bio dosta sličan YF-104 a pokretao ga je J79-GE-3B mlazni motor koji je bio pouzdaniji od svojih prethodnika. Samom motoru se moglo pristupit tako što bi se pomoću četiri vijka odvojio stražnji dio trupa. Cijeli Starfighter je dizajniran tako da bude lagan za održavanje. Osim motora koji je služio kao glavni izvor napajanja, u slučaju njegovog kvara, u donjem prednjem dijelu zrakoplova se nalazila zračna turbina koja je određeno vrijeme omogućavala rad elektroničkih i hidrauličkih sustava na zrakoplovu. Jedino naoružanje F-104A su bile dvije toplinski navođene AIM-9B Sidewinder rakete koje su bile smještene na vrhovima krila, no prema nekim izvorima F-104A je mogao ponijeti i jednu nevođenu MB-1 Genie raketu zrak-zrak koja je nosila malu nuklearnu bojnu glavu a nosila se ispod trupa. Pretpostavlja se da ovo nikad nije praktički instalirano na F-104 osim prilikom testiranja. Iako je prvotno bilo zamišljeno da F-104A nosi GE Vulcan top, to se nije realiziralo jer je Ge imao velikih problema s mehanizmima. Zbog toga je 1959. GE razvio pouzdaniji i kvalitetniji top M61A1 Vulcan koji će s vremenom biti ugrađen na sve Starfightere. Ukupno su napravljena 1953 F-104A ne računajući 17 YF-104A koji su kasnije unaprijeđeni te stavljeni u službu.
Dok je Starfighter polako ulazio u službu, istovremeno je obarao rekorde. Tako je pilot Howard C. Johnson 7. svibnja 1958. postavio novi visinski rekord u YF-104A iznad baze Edwards. 16. svibnja pilot YFa-104A, kapetan Walter Irwin je postavio svjetski brzinski rekord prelazeći stazu od 15 x 25 kilometara prosječnom brzinom od 2260.75 km/h.

### F-104B
Prvi let dvosjeda F-104 je bio 16. siječnja 1957. Po izgledu i dizajnu, F-104B je bio identičan A inačici; samo je ugrađen dvosjedni kokpit uklanjanjem topa a dužina zrakoplova je ostala ista. Mogućnost nošenja oružja na vanjskim spojištima je bila moguća kao i kod F-104A. Lockheed je kasnije razvio i inačicu oznake TF-104A koja je bila obični trener bez naoružanja te je predložio USAF-u no na kraju je odbijena. Stražnji kokpit u kojem je sjedio instruktor je bio malo uzdignut radi bolje preglednosti. F-104B je formalno ušao u službu 1958. paralelno s F-104A. Ukupno je napravljeno 26 zrakoplova a korišteni su da bi se omogućio lakši prelazak novim pilotima na F-104. Postojale su i ideje o korištenju F-104B kao naprednog trenera za kadete zrakoplovstva, no ta ideja i nije baš provedena u praksi.

### F-104C/D
Prvi let jednosjedne F-104C inačice koja je služila kao lovac-bombarder se odvio 24. srpnja 1958. te je u službu ušla kasnije te godine. Po vanjštini, F-104C je bilo teško razlikovati od osnovne A inačice, jedina razlika je bila što se na F-104C mogao ugraditi fiksni dodatak za nadolijevanje goriva u letu.
 Ispod zrakoplova, po sredini trupa je nadodana nova spojna točka koja je bila namijenjena nošenju B28  nuklearne bombe koja je bila glavno oružje pri strateškim napadima.
 Osim toga, C inačica je mogla na tom mjestu ponijeti i dodatne dvije Sidewinder rakete na dvostrukom lanseru no to se rijetko koristilo jer je stvaralo dosta zračnog otpora. Iznutra, F-104C je koristio poboljšani J79-GE-7A motor koji je razvijao 44,5 kN potiska pri normalnom radu te 70,3 kN s naknadnim izgaranjem. Problematično sjedalo za katapultiranje koje se lansiralo prema dolje je zamijenjeno s Lockheedovim C-2 koje je normalno funkcioniralo. Ukupno je napravljeno 77 zrakoplova, a isporučivani su od 1958. do 1959. 14. prosinca 1959. F-104C je postavio i tadašnji novi visinski rekord od 31.513 metara. Dvosjed F-104D je zapravo bio F-104B s poboljšanjima koji su ugrađivani na F-104C.

### F-104G
Budući da se F-104 nije masovno koristio u SAD-u, Lockheed je počeo tražiti strane kupce zrakoplova kako bi se cijeli program održao. Luftwaffe Zapadne Njemačke se pokazao kao obećavajući kupac jer su tražili novi višenamjenski zrakoplov koji bi zamijenio F-86 Sabre. 6. studenog 1958. objavljena je pobjeda F-104 na natječaju te je Lockheed dobio službeni ugovor 18. ožujka 1959. Zrakoplovi namijenjeni Njemačkoj su dobili oznaku F-104G a zapravo se radilo o F-104C ali s novim dodacima i poboljšanjima: poboljšana je struktura zrakoplova za lovačko-bombardersku ulogu, ugrađen je najnoviji NASARR radar, poboljšana unutarnja elektronika koja je uključivala novi Litton LN-3 navigacijski sustav, novi J79-GE-11A turbo mlazni motor koji je razvijao 70,28 kN potiska jer je zrakoplov postao teži uz svu novu opremu. Ugrađeno je i novo C2 sjedalo za katapultiranje a kasnije će se na neke zrakoplove ugrađivati i Martin Baker Mark 7 sjedalo.  Također je izmijenjen sustav upravljanja a kočnice su poboljšane kako bi se mogle nositi s dodatnom težinom. F-104G je mogao nositi i dvije Sidewinder rakete ispod trupa na novim nosačima koji su bili aerodinamički prihvatljiviji. Nekoliko nacija je kupilo i jednosjedne RF-104G izvidnike koji su bili opremljeni s kamerama za izviđanje. Razvijen je i dvosjedni TF-104G koji je korišten za obuku pilota. Bio je osnovni F-104D ali s unaprjeđenjima kao i jednosjed G.

## Povijest korištenja

### SAD
Starfighter je na kraju imaju dosta kratak životni vijek u USAF-u te je naposljetku zrakoplovstvo kupilo u pola manje zrakoplova nego što je prvotno bilo planirano. Jedino po čemu se F-104 isticao je velik broj nesreća uz 49 izgubljenih zrakoplova do 1961. zbog nepouzdanih motora i precijenjenih karakteristika. Sjedalo koje je pilota katapultiralo prema dolje je bilo dosta ne popularno te je šansa za preživljavanje pri iskakanju na maloj visini bila nikakva. Pilotima se savjetovalo da u takvim situacijama pokušaju okrenuti zrakoplov naopako, no to je često bilo teško izvedivo. Poznati testni pilot Iven C. Kincheloe je poginuo u F-104A u bazi Edwards 26. srpnja 1958. nakon što se na maloj visini (prilikom polijetanja) nije uspio okrenuti kako bi se katapultirao.
Borbena iskoristivost F-104A je bila dosta slaba. Nedostajala mu je elektronika za borbene uvjete, a naoružanje mu nije odgovaralo za misije presretanja. F-104C je ipak bio dosta kvalitetniji te je ovo zapravo zrakoplov koji je Kelly Johnson htio izraditi. Svi F-104A i dvosjedi F-104B su povučeni iz službe Zračne nacionalne garde (US National Guard) već oko 1960. no kasnije su u kriznim situacijama vraćana u privremenu službu sve do 1969. kada su konačno povučeni. 24 zrakoplova su prodana stranim zemljama uključujući nekoliko YF-104A koji su 1960. modificirani u QF-104A a služili su kao brze mete. Iako ga i nije pratio dobar glas, piloti F-104 Starfightera se nisu bunili te su bili zadovoljni zrakoplovom. Iskustvom su otkriveni problemi te su popravljeni; GE je u ranim 60-ima proveo unaprjeđenje motora kako bi se povećala njihova sigurnost. U napadačkim ulogama je unatoč svojoj osjetljivosti na neprijateljsku zračnu obranu, bio dosta efikasan a zahvaljujući svojim krilima, moga je lako letjeti na malim visinama. No ta ista krila su mu stvarala probleme jer je imao dosta velik radijus skretanja.
U listopadu 1958. nekoliko F-104A je pomoću C-124 Globemastera prebačeno na Tajvan no nisu sudjelovali u borbama. Prvi put su borbeno korišteni u Vijetnamu kada se rasplamsao zračni rat 1965. a poboljšana Sjeverno Vijetnamska zračna obrana te MiGovi su predstavljali ozbiljnu prijetnju američkim zrakoplovima. U travnju 1965. 28 F-104C su također poslana u akciju. Starfighteri su uglavnom korišteni u borbenim ophodnjama te kao zaštita EC-121 Warning Star zrakoplovima za rano upozoravanje a često je uz njih letio i Boeing KC-135 zračni tanker. F-104 su došli u Vijetnam u svojoj normalnoj srebrenoj boji no kasnije su prebojani u maskirnu. Unatoč velikoj zračnoj moći Amerikanaca, gubici su se događali. 22. srpnja 1965. F-104C kojim je upravljao Roy Blakely je bio pogođen od strane neprijateljske vatre i nakon neuspjelog pokušaja prinudnog slijetanja, Blakely je poginuo. 20. rujna 1965. pilot Phil Smith je prilikom leta u teškim uvjetima zalutao iznad Kineskog otoka Hainan. Kada se spustio ispod oblačnog pojasa napali su ga Kineski MiG-19 te oborili, no uskoro su poslana dva druga F-104C u potragu za njim te su se zbog loših uvjeta i smanjenje vidljivosti sudarili.
F-104C su vraćeni u SAD do Božića 1965. jer su se pojavili F-4 Phantomi, no povećano djelovanje brzih Sjeverno Vijetnamskih MiG-21 je dovelo odluku povlačenja u pitanje te je u lipnju 1966. vraćena 435 lovačko-bombarderska eskadrila. Uglavnom su korišteni kao potpora i obrana od MiGova za F-105 Thunderchiefove koji su izvodili napade na neprijateljsku PZO. Dva F-104C su oborena od strane protu-zračnih raketa 1. kolovoza 1966. pri čemu su poginula oba pilota. Naposljetku se ustanovilo da je cijeli koncept potpore F-105 Thunderchiefima beskoristan, a uloga potpore snagama na tlu također nije davala rezultate zbog neprijateljske protuzračne obrane. Iskusni veteran Korejskog rata Norman Schmidt je oboren 1. rujna 1966. iznad Laosa te zarobljen; 2. listopada Charles Toffert je također oboren iznad Laosa od strane PZO što je označilo prekid uloge F-104 Starfightera kao zrakoplova za potporu u jugoistočnoj Aziji.

### Njemačka
Njemačka je bila prvi strani korisnik F-104 Starfightera te po broju nabavljenih zrakoplova najveći korisnik. Lockheed im je prvo u kasnoj 1959. isporučio 30 F-104F trenera za obuku koji su bili manje više isti kao F-104D samo što su imali J79-GE-11A motor i pojednostavljenu elektroniku, a u službi su ostali do 1972. Njemačka ja nabavila i 605 F-104G, 145 RF-104G te 137 TF-104G kojima su zamijenili F-86 i F-84. Njemački F-104G su imali inačicu F15A-41B NASARR radara, s načinima rada za navigaciju, bombardiranje i borbu zrak-zrak. Navigacijski i bombarderski način rada su uključivali praćenje i mapiranje terena te procjena udaljenosti dok je za borbu zrak-zrak imao mogućnost traženja i praćenja meta za Sidewinder rakete te Vulcan top. Većina F-104G drugih zemalja je imala F15AM-11 inačicu radara.
Glavno oružje Luftwaffeovih F-104G koji su obavljali jurišne zadatke, je bila B43 nuklearna bomba od 1 megaton. Iako je Zapadna Njemačka formalno bila ne-nuklearna zemlja, SAD je Njemačku opremao takvim oružjem uz dvostruku kontrolu nad njim od strane vrha Luftwaffea i Američkih zapovjednika. No osim B43, Starfighteri su također mogli nositi i konvencionalno oružje za jurišne zadatke poput kasetnih bombi te nevođenih raketnih zrna. Neki Njemački RF-104G su modificirani na F-104G standard. Lockheed je kasnije Njemačkoj ponudio napredniju RTF-104G1 izvidničku inačicu no Njemačka je to odbila, jer je već kupila RF-4E Phantom.
Njemački mornarički ogranak Marineflieger je koristio ukupno 146 F-104G i 27 RF-104G a nabavljeni su kako bi zamijenili Britanske Hawker Sea Hawk lovce. Marinefliegerovi F-104G su uglavnom korišteni u protu-brodskoj ulozi noseći dvije Francuske AS-30 rakete koje su se navodile preko radio veze. Budući da se redilo o dosta ne efektivnim raketama, od 1977. su zamijenjene Kormoran raketama koje su se same mogle navoditi na metu. RF-104G koji za potrebe Marinefliegera su se posebno sastavljali a imali su dalekometne kamere smještene iza kokpita. Najčešće su izviđali brodove iznad Baltika koristeći bočne kamere, s tim da su pritom ostajali u međunarodnim vodama.
Luftwaffe Starfighteri su izvorno bili u prirodnoj metalnoj boji, no sredinom 1960-ih su prebojani u maskirnu s tamnim sivim i zelenim tonovima. Zrakoplovi Marinefliegera su koristili tamno sive tonove na gornjoj te lagano sive tonove na donjoj strani zrakoplova. U iznimnim slučajevima ili prilikom proslava neki zrakoplov bi se obojao u crnu, crvenu i žutu koje su Njemačke nacionalne boje.

### Kanada
Modificirani bivši Američki F-104A su dostavljeni Kanadi kao početak za proizvodnju CF-104. Zrakoplov je izvorno nosio oznaku CF-111 te tvorničku oznaku CL-90. Dostava CF-104 započinje 1961. s prvim gotovim zrakoplovima koji su izašli iz tvornice 18. ožujka 1961. Ukupno je napravljeno 200 zrakoplova za Kanadsko zrakoplovstvo. CF-104 je bio gotovo identičan F-104G a pokretao ga je J79-OEL-7 turbomlazni motor koji se licencno proizvodio u Orenadi u Kanadi; izvorno je bio zamišljen kao jurišnik s nuklearnim naoružanjem stoga nije imao ugrađeni top i ciljnik, no to je ugrađeno tijekom ranih 1970-ih kada se počeo koristiti kao konvencionalni strateški jurišnik. Od tada je mogao nositi i CRV 70 nevođena raketna zrna, "nepametne" bombe te Britansku BL755 kasetnu bombu. Budući da je CF-104C bio namijenjen jurišnim zadacima, koristio je R24A inačicu NASARR radara koja nije imala način rada za borbu zrak-zrak. Neki CF-104 su modificirani da nose Vinten kapsulu za izviđanje ispod trupa no ovi zrakoplovi nisu dobili posebnu oznaku. Kanadsko zrakoplovstvo je nabavilo i 38 CF-104D dvosjeda za obuku koji su bili slični F-104G a svi su se proizvodili u Lockheedu. Zadnjih 16 zrakoplova je imalo unaprijeđenu elektroniku pa su dobili oznaku CF-104 Mark 2. Nakon završetka izrade Kandaskih zrakoplova, SAD je Canadairu dao ugovor za izgradnju 140 F-104G za američke saveznike.
Kanadski zrakoplovi su izvorno bili u metalnoj boji, no kasnije je gornji dio obojan u slojeve tamno zelene i maslinaste a dno u sivu. Zadnji zrakoplovi su povučeni tijekom 80-ih a zamijenili su ih F/A-18 Horneti. Kanadađni su imali i najveći broj nesreća sa Starfighterom izgubivši 110 zrakoplova što je činilo oko 46% zrakoplova.

### Italija
Fiat je proizveo ukupno 125 F-104G za potrebe Talijanskog ratnog zrakoplovstva, a prvi "domaći" zrakoplov je poletio 9. lipnja 1962. Prvi zrakoplovi su ušli u operativnu službu 1965. Od 125 zrakoplova, 51 je prerađen da obnaša ulogu presretača, 54 su prerađena da služe kao jurišnici a 20 ih je modificirano u RF-104G ugradnjom kamere. Italija je nabavila i 12 TF-104G od Lockheeda te 12 istih od Aeriitalie. Tijekom 80-ih Luftwaffe je Italiji dao još 6 TF-104G koji su bili višak s tim da su barem dva obnovljena te ponovno korištena a ostatak je služio kao izvor rezervnih dijelova. Talijani su bili zadovoljni sa zrakoplovima tako da su naručili poboljšanu CL-911 tj. F-104S inačicu koja je mogla nositi Sparrow rakete zrak-zrak.

### Japan
Japan je nabavio 210 F-104J jednosjeda i 20 F-104DJ dvosjeda za obuku. Tri F-104J su dostavljena od strane Lockheeda da služe kao osnovica buduće proizvodnje u Mitsubishi Heavy Industries. 
 29 ih je sastavljeno pomoću dostavljenih dijelova dok je ostatak izrađen vlastitim resursima. Prvi let F-104J je bio 30. lipnja 1961. a proizvodnja u Mitsubishiu započinje u proljeće 1962. i traje do 1967. Svi F-104DJ su dostavljeni u dijelovima te su paralelno sastavljani s J inačicama. Japanske inačice su bile bazirane na F-104G i TF-104G no kako se Japan držao stroge doktrine snaga za samoobranu ti su bili optimizirani samo za ulogu presretača. Imali su F15J-31 inačicu NASARR radara koja je imala način rada samo za borbu zrak-zrak i pokretao ih je J79-IHI-11A (inačica J79-GE-11A) koji se licencno proizvodio u Ishikawajima-Harima Heavy Industriesu. Japanski Starfighteri su izvorno bili obojani u metalnoj boji s bijelim krilima na kojima je bio simbol izlazećeg sunca. Kasnije su prebojani u laganu sivu kako bi se spriječila korozija a nekim zrakoplovima su i nosevi obojani u crno.
 Povučeni su iz službe sredinom 80-ih a zamijenio ih je F-15J Eagle. Neki su zadržani kako bi tada obavljali specijalne zadaće a neki su predani Tajvanu. 90-ih nekoliko zrakoplova je pretvoreno u QF-104J bespilotne mete. Tijekom dva desetljeća službe, Japan je u nesrećama izgubio oko 15% svojih zrakoplova što i nije loše u odnosu na druge korisnike.

## Tehničke karakteristike
Osnovne karakteristike
- dužina: 16,66 m
- raspon krila: 6,36 m
- površina krila: 18,22 m2
- visina: 4,09 m

Letne karakteristike
- najveća brzina: 2.125 km/h
- dolet: 2.623 km
- motor: 1 x General Electric J79-GE-11A[21]

Naoružanje
- naoružanje:
- četiri pod krilna spojišta:
- 1 x 20 mm M61 Vulcan
- 4 × AIM-9 Sidewinder,
- razne bombe i rakete[22]

## Poveznice
|  | Zajednički poslužitelj ima stranicu o temi F-104 Starfighter    |
|  | Zajednički poslužitelj ima još gradiva o temi F-104 Starfighter |